# Judith Jeptum Korir
Judith Jeptum Korir, née le 12 décembre 1995, est une athlète kényane pratiquant la course de fond. En 2022, elle est vice-championne du monde de marathon et devient la détentrice du record du marathon de Paris en 2h19min48s.

## Carrière
Née en 1995, Judith Jeptum Korir participe à ses premières compétitions internationales sur route en 2019, obtenant la première place féminine aux marathons de Belgrade et de Venise. En 2020, elle obtient la première place féminine au marathon d'Izmir, en Turquie, en octobre. Puis elle remporte en 2021 le marathon d'Abou Dhabi en 2h22min30s. En novembre de la même année 2021, elle remporte le Marathon d'Abou Dhabi en 2h22min30s puis l'année suivante, celui de Paris en avril 2022 en 2h19min48s. Elle améliore ainsi le record de ce marathon et bat par ailleurs on record personnel.
En juillet 2022, elle obtient l'argent sur le marathon aux Championnats du monde à Eugene, aux États-Unis.

## Palmarès
| Date | Compétition           | Lieu   | Résultat | Épreuve  | Temps           |
| ---- | --------------------- | ------ | -------- | -------- | --------------- |
| 2022 | Championnats du monde | Eugene | 2e       | Marathon | 2 h 18 min 20 s |